# Кастельманьо
Кастельманьо (італ. Castelmagno, п'єм. Castelmagn) — муніципалітет в Італії, у регіоні П'ємонт, провінція Кунео.
Кастельманьо розташоване на відстані близько 520 км на північний захід від Рима, 85 км на південний захід від Турина, 27 км на захід від Кунео.
Населення — 72 особи (2014).
Щорічний фестиваль відбувається 19 серпня. Покровитель — San Magno.

## Демографія
Населення за роками:

Станом на 1 січня 2023 року в муніципалітеті офіційно проживав 1 іноземець (громадянин Румунії).

## Сусідні муніципалітети
- Челле-ді-Макра
- Демонте
- Дронеро
- Мармора
- Монтероссо-Грана
- Прадлевес
- Сан-Дам'яно-Макра